# 賽格豪洛姆區

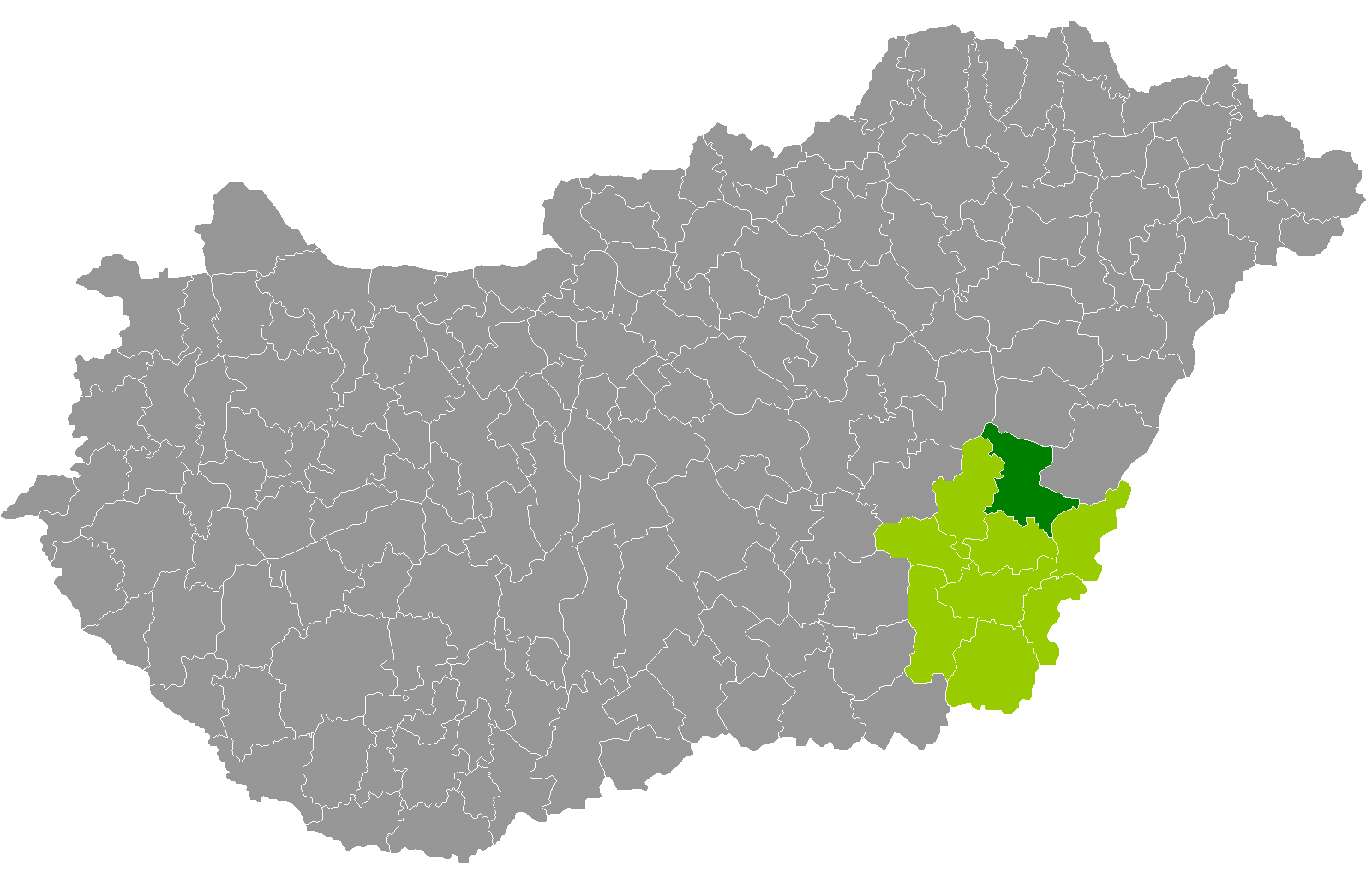

賽格豪洛姆區（匈牙利語：Szeghalmi járás），是匈牙利貝凱什州的一個區，位於該國東南部，区府設於賽格豪洛姆，面積714平方公里，2011年人口29,709，人口密度每平方公里42人。

## 市镇
賽格豪洛姆區包含4个城镇和3个村庄。